# PC Magazine
PC Magazine (также называемый PCMag) — журнал, публикуемый американским издателем Ziff Davis. Печатная версия выходила с 1982 по январь 2009. Публикация онлайн-выпусков была начата в конце 1994 и продолжается до настоящего времени. Кроме американской версии, журнал имеет несколько локализаций для разных стран и регионов. Среди них Австралия, Великобритания, Бенилюкс, Франция, Греция, Индия, Латинская Америка, Средний Восток, Португалия, Россия.

## История
В одном из первых обзоров IBM PC журнал Byte анонсировал создание нового издания под названием PC: The Independent Guide to the IBM Personal Computer (дословно с англ.: ПК: Независимый путеводитель в персональный компьютер IBM). 
В анонсе было указано, что журнал публикуется Дэвидом Баннелом, который является представителем Software Communications, Inc.
Первый выпуск PC за февраль-март 1982 появился в начале того же года (слово Magazine не присутствовало в логотипе до первого крупного редизайна сделанного в январе 1986 года).  
PC Magazine был создан Дэвидом Баннелом и Шерилом Вудардом, который также помог Дэвиду основать позже журналы PC World и Macworld. Первыми инвесторами PC Magazine являются Эдди Кьюрри и Тони Голд, сооснователь фирмы Lifeboat Associates, которая финансировала журнал. 
Из-за финансовых трудностей, возникших у PC Magazine, один из первых инвесторов Тони Голд принял решение продать журнал издателю Ziff Davis. А этот издатель уже перенёс журнал PC Magazine в город  Нью-Йорк[прояснить]. Дэвид Баннел вместе со своими сотрудниками ушли из журнала, чтобы основать новый журнал PC World. 
Прощальный выпуск американского PC Magazine был опубликован в январе 2009 года. Почти все 140 сотрудников, которые были в "PC Magazine", впрочем, сохранили свою работу и стали трудиться над онлайн-версией PCMag.com.

## PC Magazine/Russian Edition
Выпуск русскоязычной версии журнала начался в 1991 году издательством «СК Пресс» по лицензии Ziff Davis, 6 июня в Москве на Международном компьютерном форуме (МКФ) был представлен первый номер журнала. Первые три номера журнала в 1991 году вышли под названием PC Magazine/USSR Edition. В журнале наряду с переводными статьями из американской версии журнала публиковались и оригинальные материалы российских авторов. В апреле 2006 года главным редактора журнала был назначен Олег Лебедев, занимавший этот пост вплоть до своей смерти 26 ноября 2017 года. Последний вышедший номер журнала №4-5 (апрель-май)/2018. 26 июля 2018 года издательством «СК Пресс» было объявлено о закрытии журнала в России.

### Главные редакторы
1. 1991 — 1994  — Юрий Кузьмин
2. 1994 — Леонид Абрамович Теплицкий (род. 16.08.1933, Украинская ССР, г. Киев)[7]
3. 1994 — апрель 2006 — Рубен Григорьевич Герр (род. 08.01.1945)
4. апрель 2006 — ноябрь 2017 — Олег Валерьевич Лебедев (1973 — 26.11.2017)